# Burg Mühleg
Die Burg Mühleg ist eine abgegangene Höhenburg über dem Steilabfall zur Wutach im Westen von Blumberg im Schwarzwald-Baar-Kreis in Baden-Württemberg.
Die Burg wurde vermutlich um 1250 von den 1260 erstmals bezeugten Herren von Blumberg, die Lehensleute der Fürstenberger waren, erbaut. Ende des 14. Jahrhunderts wurde die Befestigung erweitert und zu einer kleinen Stadt ausgebaut. Nach 1499 wurde die Burg zum Schloss ausgebaut und war später im 16. Jahrhundert fürstenbergische Residenz. 1641 brannte die Burg im Zuge des Dreißigjährigen Krieges bis auf die Reste ihrer Ringmauer ab.